# ハートレー (競走馬)
ハートレーは、日本の競走馬である。2015年のホープフルステークス勝ち馬。由来は探査機ディープインパクトが観測した太陽系の彗星名。

## 経歴

### デビュー前
父はリーディングサイアーのディープインパクト、母はアメリカのG1アルシバイアディーズステークス優勝馬ウィキッドリーパーフェクトという良血馬で、サンデーレーシングから1億円という高額で募集された。

### 2歳（2015年）
11月14日の2歳新馬でデビュー。ややズブさを見せたが、直線でインコースから差し切って優勝した。騎乗したライアン・ムーアは「必ず重賞を勝てる器」と高評価した。続くホープフルステークスでは道中8番手から鋭く伸びて優勝、重賞初制覇を挙げた。

### 3歳（2016年）
クラシックを目標に共同通信杯から始動。単勝1.9倍の一番人気となったが、横山典弘が促しても反応がなく第4コーナーで既に手応えを失っており、9着に敗れた。その後は放牧を挟んで皐月賞へ直行する予定だったが、左前ハ行により回避。その後左前脚球節部の骨折が判明、全治6か月と発表され休養に入った。

### 4歳（2017年）
7月の福島テレビオープンで復帰予定だったが、鼻出血により出走を取り消した。その後去勢され、12月のディセンバーステークスで1年10か月ぶりに復帰。騎乗したヒュー・ボウマンから「久々すぎてレースを忘れているのか」と言われるほどぎこちない走りを見せ、5着に敗れた。

### 5歳（2018年）〜6歳（2019年）
2018年は5月5日のメトロポリタンステークスで始動し、ベストアプローチの3着と好走する。しかし、その後は惨敗が続き2019年11月20日付けでJRA競走馬登録を抹消し、現役を引退した。引退後は福島県天栄村のノーザンファーム天栄にて乗馬となる。

## 競走成績
以下の内容は、netkeiba.comの情報に基づく。
| 競走日     | 競馬場 | 競走名          | 格   | 距離（馬場）  | 頭 数 | 枠 番 | 馬 番 | オッズ （人気） | 着順 | タイム （上り3F） | 着差 | 騎手        | 斤量 [kg] | 1着馬（2着馬）       | 馬体重 [kg] |
| ---------- | ------ | --------------- | ---- | ------------- | ----- | ----- | ----- | --------------- | ---- | ----------------- | ---- | ----------- | --------- | -------------------- | ----------- |
| 2015.11.14 | 東京   | 2歳新馬         |      | 芝2000m（稍） | 11    | 6     | 7     | 001.50（1人）   | 01着 | 02:04.5（33.8）   | -0.2 | 0R.ムーア   | 55        | （オーダードリブン） | 484         |
| 0000.12.27 | 中山   | ホープフルS     | GII  | 芝2000m（良） | 12    | 5     | 6     | 007.40（3人）   | 01着 | 02:01.8（34.3）   | -0.2 | 0H.ボウマン | 55        | （ロードクエスト）   | 484         |
| 2016.02.14 | 東京   | 共同通信杯      | GIII | 芝1800m（良） | 10    | 8     | 10    | 001.90（1人）   | 09着 | 01:48.9（36.5）   | -1.5 | 0横山典弘   | 57        | ディーマジェスティ   | 486         |
| 2017.12.17 | 中山   | ディセンバーS   | OP   | 芝1800m（良） | 12    | 3     | 3     | 016.30（5人）   | 05着 | 01:48.3（35.1）   | -0.5 | 0H.ボウマン | 56        | マイネルハニー       | 478         |
| 2018.05.05 | 東京   | メトロポリタンS | OP   | 芝2400m（良） | 11    | 2     | 2     | 011.50（5人）   | 03着 | 02:24.9（33.7）   | -0.1 | 0C.ルメール | 56        | ベストアプローチ     | 474         |
| 0000.09.02 | 札幌   | 丹頂S           | OP   | 芝2600m（良） | 14    | 3     | 4     | 003.50（1人）   | 10着 | 02:44.9（40.5）   | -2.3 | 0C.ルメール | 56        | リッジマン           | 472         |
| 0000.12.16 | 中山   | ディセンバーS   | OP   | 芝1800m（良） | 11    | 8     | 11    | 007.10（5人）   | 05着 | 01:48.3（34.6）   | -0.2 | 0戸崎圭太   | 56        | アドマイヤリード     | 468         |
| 2019.02.10 | 京都   | 京都記念        | GII  | 芝2200m（良） | 12    | 1     | 1     | 025.20（8人）   | 11着 | 02:16.1（35.8）   | -1.3 | 0川田将雅   | 56        | ダンビュライト       | 474         |

## 血統表
| ハートレーの血統                                          | ハートレーの血統                                       | ハートレーの血統 | （血統表の出典） | （血統表の出典） |
| 父 ディープインパクト 2002 鹿毛                           | 父の父*サンデーサイレンス Sunday Silence 1986 青鹿毛   | Halo             | Hail to Reason   | Hail to Reason   |
| 父 ディープインパクト 2002 鹿毛                           | 父の父*サンデーサイレンス Sunday Silence 1986 青鹿毛   | Halo             | Cosmah           |                  |
| 父 ディープインパクト 2002 鹿毛                           | 父の父*サンデーサイレンス Sunday Silence 1986 青鹿毛   | Wishing Well     | Understanding    | Understanding    |
| 父 ディープインパクト 2002 鹿毛                           | 父の父*サンデーサイレンス Sunday Silence 1986 青鹿毛   | Wishing Well     | Mountain Flower  |                  |
| 父 ディープインパクト 2002 鹿毛                           | 父の母*ウインドインハーヘア Wind in Her Hair 1991 鹿毛 | Alzao            | Lyphard          | Lyphard          |
| 父 ディープインパクト 2002 鹿毛                           | 父の母*ウインドインハーヘア Wind in Her Hair 1991 鹿毛 | Alzao            | Lady Rebecca     |                  |
| 父 ディープインパクト 2002 鹿毛                           | 父の母*ウインドインハーヘア Wind in Her Hair 1991 鹿毛 | Burghclere       | Busted           | Busted           |
| 父 ディープインパクト 2002 鹿毛                           | 父の母*ウインドインハーヘア Wind in Her Hair 1991 鹿毛 | Burghclere       | Highclere        |                  |
| 母 *ウィキッドリーパーフェクト Wickedly Perfect 2008 芦毛 | 母の父Congrats 2000                                    | A.P.Indy         | Seattle Slew     | Seattle Slew     |
| 母 *ウィキッドリーパーフェクト Wickedly Perfect 2008 芦毛 | 母の父Congrats 2000                                    | A.P.Indy         | Weekend Surprise |                  |
| 母 *ウィキッドリーパーフェクト Wickedly Perfect 2008 芦毛 | 母の父Congrats 2000                                    | Praise           | Mr. Prospector   | Mr. Prospector   |
| 母 *ウィキッドリーパーフェクト Wickedly Perfect 2008 芦毛 | 母の父Congrats 2000                                    | Praise           | Wild Applause    |                  |
| 母 *ウィキッドリーパーフェクト Wickedly Perfect 2008 芦毛 | 母の母Wickedly Wise 2001                               | Tactical Cat     | Storm Cat        | Storm Cat        |
| 母 *ウィキッドリーパーフェクト Wickedly Perfect 2008 芦毛 | 母の母Wickedly Wise 2001                               | Tactical Cat     | Terre Haute      |                  |
| 母 *ウィキッドリーパーフェクト Wickedly Perfect 2008 芦毛 | 母の母Wickedly Wise 2001                               | Winter Display   | Cold Reception   | Cold Reception   |
| 母 *ウィキッドリーパーフェクト Wickedly Perfect 2008 芦毛 | 母の母Wickedly Wise 2001                               | Winter Display   | Show Off         |                  |